# Frankfort (Nowy Jork)
Frankfort – miasto w Stanach Zjednoczonych, w stanie Nowy Jork, w hrabstwie Herkimer.